# Rassemblement pour la France et l’indépendance de l’Europe
Das Rassemblement pour la France et l’indépendance de l’Europe (RPF-IE; „Zusammenschluss für Frankreich und die Unabhängigkeit von Europa“), oder kurz Rassemblement pour la France (RPF), war eine Partei der nationalkonservativen Euroskeptiker in Frankreich. Sie berufte sich auf die Ideen des Gaullismus und Souveränismus. Die Partei wurde 1999 gegründet und war bis 2011 aktiv (ist aber nicht offiziell aufgelöst).

## Geschichte

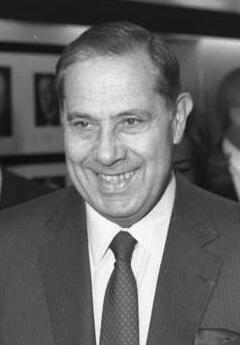
Charles Pasqua, Gründer und ehemaliger Vorsitzender des RPF

Hintergrund der Gründung des RPF war eine Spaltung der gaullistischen Partei Rassemblement pour la République (RPR) angesichts der fortschreitenden europäischen Integration durch die EU-Verträge von Maastricht (1992) und Amsterdam (1999). Bereits zum RPR-Parteitag in Le Bourget 1990 legten Charles Pasqua und Philippe Séguin einen Programmantrag unter dem Titel Rassemblement pour la France vor, der eine Rückbesinnung auf die populistischen und sozialen Prinzipien des Gaullismus forderte und einen weiteren Ausbau europäischer Institutionen ablehnte. Dieser Antrag wurde von 31,4 % der Delegierten unterstützt, während sich die Mehrheit hinter Jacques Chirac und Alain Juppé stellte, die eine weitergehende europäische Integration befürworteten. Im Referendum über den Vertrag von Maastricht war das RPR zwischen Befürwortern und Gegnern gespalten, das „Ja“ setzte sich knapp durch. Zur Europawahl 1994 gründete Philippe de Villiers jedoch das Mouvement pour la France (MPF) als Bewegung bürgerlich-konservativer Maastricht-Gegner. Es erhielt 12,3 % der Stimmen und 13 Sitze im Europäischen Parlament. Anlässlich des Vertrags von Amsterdam änderte das Parlament Anfang 1999 die Verfassung, um den Vertrag ohne ein weiteres Referendum ratifizieren zu können, auch die Mehrheit der RPR-Abgeordneten stimmte dem zu. 
Gegen diese Übertragung von Souveränität ohne Befragung des Volks regte sich Widerstand. Im Juni 1998 hatte Charles Pasqua die Bewegung Demain la France gegen den Amsterdam-Vertrag gegründet, im Dezember 1998 trat er als politischer Berater des RPR-Vorsitzenden Philippe Séguin zurück. Zur Europawahl im Juni 1999 bildeten das Mouvement pour la France von Philippe de Villiers und die RPR-Abweichlergruppe Demain la France von Charles Pasqua die gemeinsame Liste Rassemblement pour la France et l’indépendance de l’Europe. Das RPF erhielt 13,1 % der Stimmen und 13 der 87 französischen Sitze im Europaparlament. Damit war es zweitstärkste Kraft nach der Parti socialiste und vor der offiziellen RPR-Liste. Die Vertreter des RPF saßen in der EU-skeptischen Fraktion Union für das Europa der Nationen (UEN; zusammen mit den Abgeordneten der italienischen Alleanza Nazionale und der irischen Fianna Fáil), deren Vorsitzender Pasqua war. 
Im Juni 1999 wurde das RPF als politische Partei registriert, der Gründungsparteitag fand im November 1999 statt, das MPF ging darin vorübergehend auf. Philippe de Villiers und fünf weitere Europaparlamentarier verließen das RPF jedoch im Jahr darauf und gründeten das Mouvement pour la France wieder. Neben Pasqua verblieben somit nur fünf EU-Abgeordnete (u. a. Jean-Charles Marchiani) im RPF. Bei der Präsidentschaftswahl 2002 verpasste der RPF-Vorsitzende Charles Pasqua knapp die für eine Kandidatur notwendigen Unterstützerunterschriften (parrainages). Bei den folgenden Parlamentswahlen 2002 gewann das RPF zwei Mandate in der Nationalversammlung. Von 2002 bis 2011 gehörte Charles Pasqua für die RPF dem Senat an. Von 2002 bis 2009 war das RPF Mitglied der nationalkonservativen Europapartei Allianz für das Europa der Nationen (AEN), gemeinsam mit u. a. Fianna Fáil, Alleanza Nazionale, der Dänischen Volkspartei und der ADR aus Luxemburg.
Eine Gruppe von lokalen Mandatsträgern des RPF organisierte sich ab Oktober 2002 in der Vereinigung Nation et progrès, die mit der Mitte-rechts-Sammelpartei Union pour un mouvement populaire (UMP) assoziiert war – die Doppelmitgliedschaft in RPF und UMP war zulässig. Bei der Europawahl 2004 verfehlte die Partei mit nur noch 1,7 % der Stimmen den Wiedereinzug in das Europaparlament. 2007 und 2012 verzichtete die Partei jeweils bereits im Vorfeld auf einen eigenen Präsidentschaftskandidaten und unterstützte stattdessen Nicolas Sarkozy von der UMP. Seit dem Ausscheiden Pasquas aus dem Senat 2011 besitzt die Partei keine Parlamentsmandate mehr und hat kaum noch Bedeutung. François Asselineau, zuvor ein führendes Mitglied des RPF, gründete 2007 seine eigene Partei Union populaire républicaine (UPR). Die 2008 von der UMP abgespaltene Partei Debout la République (seit 2014 unter dem Namen Debout la France) nimmt eine ähnliche politische Position ein wie zuvor das RPF. 
Vom RPF-IE Charles Pasquas zu unterscheiden ist die 2013 gegründete Partei Rassemblement Pour la France (R.P.F.) unter Führung des ehemaligen Abgeordneten Christian Vanneste, der aufgrund homophober Äußerungen aus der UMP ausgeschlossen wurde.